# Bíbrocos
Los bíbrocos (en latín, Bibroci) eran una tribu de la Britania de la Edad del Hierro encontrada por Julio César durante su segunda expedición a Britania en 55 a. C. Se rindieron a él conforme estaba haciendo campaña contra Casivelono en el valle del Támesis, que sugiere que ellos también estaban basados en el sureste.